# Coroa da Rainha Adelaide

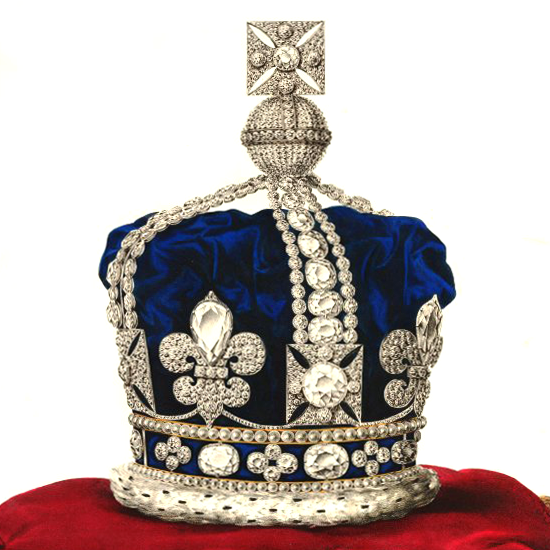
Litografia da coroa.

A coroa da rainha Adelaide foi a coroa consorte da rainha britânica Adelaide de Saxe-Meiningen, esposa do rei Guilherme IV. Ele foi usado na coroação de Adelaide em 1831. Ele foi esvaziado de suas jóias pouco depois, não foi usado novamente pela rainha Adelaide e nunca foi usado desde então.

## Razões para criação
Desde a década de 1690, as rainhas britânicas e inglesas consorciadas foram coroadas com a Coroa de Maria de Modena, primeiro feita para a esposa do rei Jaime II. No entanto, a crítica ao uso continuado dessa coroa havia sido montada, por razões de idade, tamanho, estado de conservação e porque era vista como muito teatral e indigna. Nos preparativos para a coroação em 1831, foi decidido que a coroa de Modena era "imprópria para o uso de Sua Majestade". Planos foram feitos para a criação de uma nova coroa de consorte.

## Design
A nova coroa seguiu a tradição da coroa britânica em ter quatro meio arcos, encontrando um globo, em cima do qual estava uma cruz. A rainha se opusera à prática padrão de contratar diamantes e jóias por uma coroa antes de usá-la. Em vez de diamantes de sua própria joia privada foram instalados em sua nova coroa. Após a coroação, os diamantes foram todos removidos e a coroa armazenada como uma concha.[carece de fontes?]

## História subseqüente
Desde a rainha Adelaide, todas as rainhas consorte britânicas tiveram sua própria coroa especial feita para eles, em vez de usarem as coroas de qualquer de seus antecessores. Coroas de consorte posteriores foram feitas para Alexandra da Dinamarca (1902), Mary de Teck (1911) e Isabel Bowes-Lyon (1937).
A coroa da rainha Adelaide, esvaziada de suas jóias e descartada pela família real, foi emprestada ao Museu de Londres pela família Amherst de 1933 a 1985. Foi comprado pela Asprey em 1987 e depois adquirido por Jefri Bolkiah, Príncipe de Brunei, que o apresentou ao Reino Unido. Ela foi avaliada em £ 425.000 em 1995 para fins de uma aplicação para exportar a coroa para os Estados Unidos. O pedido foi retirado durante uma revisão pelo Comitê de Revisão da Exportação de Obras de Arte. Faz parte da Royal Collection e está em exibição pública na Torre Martin na Torre de Londres desde 1996.